# Aasbai
Aasbai ou Ahasbai ou Ben hamma akati é um personagem do Antigo Testamento, pai de Elifelet, um dos guerreiros mais intrépidos do exército de David.

## Macati
Aasbai aparece mencionado no segundo livro II Samuel, no capítulo 23, versículo 34.
É traduzido pela Vulgata como filho de Macati, sendo no entanto mais provável que esta se refira a Maacha de onde era originário ou habitante. No entanto também nada prova que não seja efectivamente descendente da linhagem de Macati.